# Ctesias nuratavica
Ctesias nuratavica là một loài bọ cánh cứng trong họ Dermestidae. Loài này được Sokolov miêu tả khoa học năm 1983.